# Sangiaccato di Trikala
Il Sangiaccato di Trikala o Tirhala (in turco ottomano: Sancak-i/Liva-i Tirhala; in greco λιβάς/σαντζάκι Τρικάλων?) era una provincia ottomana di secondo livello (sangiaccato/sanjak o liva) che comprendeva la regione della Tessaglia. Il suo nome deriva dalla versione turca della città di Trikala. Fu fondato dopo la conquista della Tessaglia da parte degli ottomani guidati da Turahan Bey, in una fase iniziata alla fine del XIV secolo e terminata a metà del XV secolo.

## Storia
Nel XIV secolo la Tessaglia era stata governata dai signori serbi e greci e godeva di grande prosperità. Fu conquistata dai turchi ottomani in varie ondate successive, nel 1386/1387, a metà degli anni 1390, e nuovamente dopo il 1414/1423, quando fu completamente catturata non prima del 1470. Trikala stessa cadde probabilmente nel 1395/1396 (sebbene il viaggiatore ottomano Evliya Çelebi affermi che accadde già nel 1390).
La regione appena conquistata era inizialmente il dominio patrimoniale del potente signore Turahan Bey (morto nel 1456) e di suo figlio Ömer Bey (morto nel 1484) piuttosto che una provincia regolare. Turahan e i suoi eredi portarono coloni dall'Anatolia (i cosiddetti "koniaridi", chiamati in turco "konyalis" o in greco "koniarides", poiché la maggior parte proveniva dalla regione intorno a Konya) per ripopolare l'area scarsamente abitata. I coloni musulmani o convertiti dominarono presto le pianure, mentre i cristiani tenevano le montagne intorno alla pianura della Tessaglia. Il banditismo era endemico e portò alla creazione delle prime autonomie cristiane autorizzate dallo stato conosciute come armatolik, la prima e la più notevole delle quali fu quella di Agrafa.
La Tessaglia era generalmente pacifica, ma vide nel periodo ottomano conflitti occasionali. Pertanto nel 1570 i veneziani fecero incursione nella regione di Fenarbekir (Fanari), e nel 1600/1601 e nel 1612 si verificarono le fallite rivolte greche, la prima sotto Dioniso Skylosophos, il metropolita di Yenişehir i-Fenari (Larissa), e la seconda istigata dal duca di Nevers, che reclamava il trono bizantino. I greci locali insorsero anche in varie aree durante la guerra di Morea del 1684-1699, e di nuovo durante la rivolta Orlov del 1770, ma queste insurrezioni furono rapidamente soppresse.
Il XVII secolo vide il progressivo indebolimento del governo centrale ottomano e la sostituzione del sistema del timar con il sistema del chiflik nelle pianure, che si occupavano principalmente dell'agricoltura (soprattutto la produzione di cotone) e dell'allevamento di bestiame, mentre gli insediamenti montani sperimentarono un aumento della prosperità attraverso il loro investimento nell'artigianato e nel commercio e nell'organizzazione di corporazioni comunali. Questa prosperità si espresse nella crescita di fiere e mercati nei centri urbani della regione.
Dopo il 1780, l'ambizioso Ali Pasha di Giannina prese il controllo della Tessaglia e consolidò il suo dominio dopo il 1808, quando soppresse una rivolta locale. La sua pesante tassazione, tuttavia, rovinò il commercio della provincia e, insieme allo scoppio della peste nel 1813, la popolazione si ridusse a circa 200.000 nel 1820. Quando nel 1821 scoppiò la guerra d'indipendenza greca, si verificarono insurrezioni greche nelle montagne del Pelio e dell'Olimpo e nelle montagne occidentali intorno a Fenarbekir, ma furono rapidamente soppresse dagli eserciti ottomani sotto Mehmed Reshid Pascià e Mahmud Dramali Pascià.
Dopo l'istituzione dell'indipendente Regno di Grecia, l'agitazione nazionalista greca continuò, con ulteriori rivolte nel 1841, nel 1854 e di nuovo durante la guerra russo-turca del 1877-1878. Allo stesso tempo, nonostante le riforme progressiste del periodo del Tanzimat, la Tessaglia conobbe un aumento della concentrazione delle terre arabili da parte di pochi magnati, che riducevano i loro fittavoli a un'effettivaservitù della gleba.
La Tessaglia rimase in mano ottomana fino al 1881, quando fu annessa alla Grecia in base al Trattato di Berlino. L'ultimo censimento ottomano, effettuato nel 1877/1878, elencava per il sangiaccato 250.000 abitanti e 2.500 edifici, con una popolazione totale per la Tessaglia (compresa la regione di Elassona, che rimase ottomana fino alle guerre balcaniche) stimata in 285.000 greci, 40.000 turchi e 40.000 ebrei.

## Divisione amministrativa
Per la maggior parte della sua storia, il sangiaccato fece parte dell'Eyalet di Rumelia. Nel censimento fiscale del 1454/1455, il sangiaccato copriva un'area molto più ampia dell'odierna regione della Tessaglia, poiché comprendeva le aree del Pindo che oggi appartengono alle regioni amministrative dell'Epiro e le porzioni orientali della Grecia centrale. All'epoca il sangiaccato che faceva parte del Rumeli beylerbeylik (eyalet) era diviso in quattro sotto-province: Trikala (Τirhala) vilâyet, Larisa (Yenisehir) vilâyet, Fanari (Fenâr) vilâyet e Agrafa (Ağrafa) vilâyet. La capitale era la città di Trikala.
Secondo il geografo del XVII secolo Hajji Khalifa, la provincia comprendeva nove kaza ("distretti"): Tirhala stessa, Palatmina (Platamonas), Yenişehir i-Fenari (Larissa), Golo (Volos), Çatalca (Farsala), Velestin (Velestino), Alasonya (Elassona), Döminek (Domeniko) e Fenarbekir. Nel XVIII secolo, la capitale fu trasferita da Tirhala a Yenişehir, e cambiò di conseguenza lo stesso nome del sangiaccato.
Dopo le riforme del Tanzimat del 1840, Trikala entrò a far parte dell'Eyalet di Salonicco (al più tardi nel 1846). Intorno al 1854/1855, appare come un eyalet separato, ma la fonte non è chiara. Nel 1856 entrò a far parte dell'Eyalet di Giannina, ma nel periodo 1863-1867 divenne certamente un eyalet a sé stante. All'inizio comprendeva probabilmente solo il vecchio sangiaccato di Trikala, ma il salname (annuario provinciale) del 1864/1865 aggiunge i sangiaccati di Golos (Volos), ceduti dall'Eyalet di Salonicco, Preveze (Preveza), una nuova provincia, e Avlonya (Valona). Tuttavia, nel 1867, fu rifusa con l'Eyalet di Giannina come sangiaccato, che è elencato nel 1877 come avente le seguenti kaza: Yenişehir, Alasonya, Irmiye, Tirhala, Çatalca, Golos e Karadiğe (Karditsa).